# 铜色蜂鸟
铜色蜂鸟（学名：Glaucis aeneus），是雨燕目蜂鸟科的一种鸟类。

## 特征
铜色蜂鸟体重约4.8克，翼长约52.5毫米，嘴峰长约31.4毫米，喙宽度约2.2毫米，喙厚度约2.6毫米，跗蹠长约4.8毫米，尾长约33.2毫米。铜色蜂鸟在其分布区内为留鸟，其栖息在密集的高大树木组成的森林中，食性为草食性，主要食物来源是植物的花蜜。

## 分布
洪都拉斯东部至巴拿马西部；哥伦比亚西部至厄瓜多尔西北部。